# Eduard-Franz Gadesmann
Eduard-Franz Gadesmann war ein deutscher Rugbyspieler.

## Leben
Er wurde beim TSV Victoria Linden von 1951 bis 1953 dreimal Deutscher Meister.
Aufgrund seiner Leistungen ehrte der deutsche Bundespräsident Theodor Heuss Eduard-Franz Gadesmann am 7. Juni 1953 mit der Verleihung des Silbernen Lorbeerblattes.